# Isabel Robalino
Isabel María Josefina Robalino Bolle (Barcellona, 14 ottobre 1917 – Quito, 31 gennaio 2022) è stata un'avvocata, sindacalista e politica ecuadoriana.

## Biografia
Nata a Barcellona dove viveva con la famiglia, in cui però il padre lavorava a Ginevra, si trasferì in Ecuador, dove studiò all'Università centrale dell'Ecuador nella quale si laureò nel 1944 in giurisprudenza.
Durante la carriera ricoprì incarichi come membro del tribunale penale nazionale, consigliera metropolitana di Quito (diventando la prima donna a ricoprire tale carica) e presidente del Tribunale nazionale per i minorenni.
Come sindacalista, nel settembre 1947 diresse personalmente il sequestro del Palazzo di Carondelet dalla dittatura militare di Carlos Mancheno Cajas, il quale era salito al potere nell'agosto precedente. Successivamente, grazie al suo lavoro, entrò a far parte del Congresso nazionale del paese, diventando la prima senatrice donna dell'Ecuador.
Tra le organizzazioni da lei fondate si ricordano: la Confederazione dei lavoratori cattolici, l'Istituto ecuadoriano per lo sviluppo sociale, la Gioventù universitaria femminile e la Scuola di lavoro sociale Mariana de Jesús.
Isabel morì a Quito, capitale del paese sudamericano, il 31 gennaio 2022 all'età di 104 anni.